# Сюмозеро
Сюмо́зеро (также Сюм-озеро) — озеро в Шенкурском районе Архангельской области, в междуречье рек Неленга и Сюма.
Сюмозеро имеет форму овала. Площадь водоёма 2 км², водосборная площадь 15 км². Высота над уровнем моря на отметке 49 метров. Длина озера около 2 км, ширина достигает 1,2 км в центральной части.
Селения на берегах отсутствуют, а ближайший населённый пункт, деревня Куликовская, лежит в 19 км к востоку. Вытекающая река — Сюмозерка, относится к бассейну Северной Двины. Значительных притоков не имеет. Берега почти полностью поросли лесом, южный и северный берега заболочены.
Код водного объекта в государственном водном реестре — 03020300211103000004341.